# زنبورگرده‌تباران
زنبورگرده‌تباران (به لاتین: Bombini) تباری از زنبورهای بزرگ اپید هستند که از گرده یا شهد تغذیه می‌کنند. بسیاری از گونه‌ها اجتماعی هستند و لانه‌هایی برای چند صد نفر تشکیل می‌دهند. گونه‌های دیگر که در گذشته به عنوان زنبورهای کوکو Psithyrus طبقه‌بندی می‌شدند، انگل‌های زادآوری برای گونه‌های لانه‌ساز هستند. این تبار شامل یک تیره زنده به نام زنبورهای گرده، زنبورهای گرده‌افشان، و برخی از سرده‌های منقرض‌شده مانند Calyptapis و Oligobombus است. این قبیله توسط پیر آندره لاتری در سال ۱۸۰۲ توصیف شد.